# Wagner Pereira Cardozo
Wagner Pereira Cardozo (født 16. oktober 1966) er en tidligere brasiliansk fodboldspiller.